# Adam Reideborn
Adam Reideborn (né le 18 janvier 1992 à Stockholm) est un joueur de hockey sur glace professionnel suédois. Il évolue à la position de gardien de but.

## Biographie

### En club
Adam fait ses débuts professionnelles en 2010-2011 avec le Almtuna IS en Allsvenskan. Il prend part à 9 matchs, comptabilisant 4 victoires. La saison suivante, il dispute 10 rencontres en Allsvenskan, pour 5 victoires et affiche un taux d'arrêts de 92,2%.
En 2012, il s'engage avec le Djurgården IF pour deux ans, il va s'imposer comme leur gardien numéro 1, étant un des principales acteurs de la promotion en SHL en 2014.
5 jours après avoir obtenu cette victoire pour Djurgården, il s'engage avec MODO Hockey, club pensionnaire de SHL. Il s'impose également comme leur gardien numéro 1, mais ne parvient pas à éviter la relégation du club en 2016.
Pour les trois saisons suivante, il revient à Djurgården et s'impose comme l'un des meilleurs gardien du pays, affichant d'impressionante statisque et remportant en 2019 le Trophée Honken, remis au meilleur gardien de la SHL.
Lors de la saison 2019-2020, il rejoint la KHL en s'engageant avec l'Ak Bars Kazan. Son équipe termine première de sa conférence et passe facilement le premier tour des séries éliminatoires de la Coupe Gagarine (victoire 4-0 face au Neftekhimik Nijnekamsk), avant que le championnat ne soit interrompu par pandémie de Covid-19. La saison suivante débute bien pour Kazan, l'équipe remporte la Coupe d'Ouverture face au CSKA Moscou. l'Ak Bars termine premier de sa conférence au terme de la saison régulière. Son parcours en séries est interrompu en finale de conférence, face à l'Avangard Omsk, futur vainqueur de la coupe.Durant cette saison, Adam reçoit deux minutes de pénalité, les premières de sa carrières de joueur professionnel.
En 2021, il rejoint le CSKA Moscou, se partageant le filet avec Ivan Fedotov. Ce dernier prend le dessus et devient le gardien de confiance du CSKA lors des séries éliminatoires, limitant Adam à un seul match. Au terme de la saison, le CSKA remporte la Coupe Gagarine.
Lors de sa deuxième saison avec le club de la capitale, il est le gardien numéro 1. il remporte la Coupe d'Ouverture face au Metallourg Magnitogorsk. Il connaît une saison solide et élève son jeu lors des séries éliminatoires, permettant à son équipe de remporter la Coupe Gagarine pour la deuxième année consécutive.
Il s'engage avec le CP Berne, club évoluant en NL pour la saison 2023-2024.

### En équipe nationale
Adam représente son pays, la Suède lors de matchs amicaux en 2011-2012, avec la sélection des moins de 20 ans.
Il doit attendre 2018 pour enfin représenter sa nation dans une sélection senior. Il prend part au Euro Hockey tour, s'inclinant dans son premier match, face à la Finlande sur le score de 3-2.
En 2021, il prend part au Championnat du monde. La suède connaît un tournoi compliqué, enregistrant seulement 3 victoires en 7 rencontres lors de la phase de groupe, elle n'est pas qualifier pour le tableau final et termine au 9e rang.
Lors des Jeux olympiques de 2022, il est retenu dans la sélection qui termine à la 4e place. Étant le troisième gardien, il ne dispute aucune minutes dans ce tournoi.

## Statistiques

### En club

#### Championnat
| Saison     | Équipe             | Ligue         |                   | Saison régulière  | Saison régulière  | Saison régulière  | Saison régulière  | Saison régulière  | Saison régulière  | Saison régulière  |                   | Séries éliminatoires | Séries éliminatoires | Séries éliminatoires | Séries éliminatoires | Séries éliminatoires | Séries éliminatoires | Séries éliminatoires |
| Saison     | Équipe             | Ligue         | PJ                | Min               | BC                | Moy               | % Arr             | Bl                | Pun               | PJ                | Min               | BC                   | Moy                  | % Arr                | Bl                   | Pun                  |                      |                      |
| 2010-2011  | Almtuna IS U20     | J20 Superelit | 16                |                   | -                 | 1,38              | 93,8              | -                 | -                 | 2                 | -                 | -                    | 2,5                  | 88,6                 | -                    | -                    |                      |                      |
| 2010-2011  | Almtuna IS         | Allsvenskan   | 9                 | 441               | 19                | 2,58              | 91,7              | 0                 | 0                 | 2                 | 87                |                      | 4,12                 | 90,5                 | 0                    | 0                    |                      |                      |
| 2011-2012  | Almtuna IS         | Allsvenskan   | 10                | 569               | 23                | 2,43              | 92,2              | 0                 | 0                 | -                 | -                 | -                    | -                    | -                    | -                    | -                    |                      |                      |
| 2012-2013  | Djurgårdens IF U20 | J20 Superelit | 4                 | 240               | 21                | 5,25              | 85,1              | 0                 | 0                 | -                 | -                 | -                    | -                    | -                    | -                    | -                    |                      |                      |
| 2012-2013  | Djurgården IF      | Allsvenskan   | 11                | 502               | 19                | 2,27              | 92,1              | 3                 | 0                 | 1                 | 31                |                      | 3,89                 | 77,8                 | 0                    | 0                    |                      |                      |
| 2013-2014  | Djurgården IF      | Allsvenskan   | 38                | 2 239             | 64                | 1,71              | 92,6              | 6                 | 0                 | 10                | 603               |                      | 2,59                 | 91                   | 1                    | 0                    |                      |                      |
| 2014-2015  | MODO Hockey        | SHL           | 25                | 1 402             | 66                | 2,82              | 90,8              | 0                 | 0                 | 0                 | -                 | -                    | -                    | -                    | -                    | -                    |                      |                      |
| 2014-2015  | Timrå IK           | Allsvenskan   | 4                 | 240               | 8                 | 2                 | 93,9              | 0                 | 0                 | -                 | -                 | -                    | -                    | -                    | -                    | -                    |                      |                      |
| 2015-2016  | MODO Hockey U20    | J20 SuperElit | 1                 | 59                | 4                 | 4,1               | 71,4              | 0                 | 0                 | -                 | -                 | -                    | -                    | -                    | -                    | -                    |                      |                      |
| 2015-2016  | MODO Hockey        | SHL           | 32                | 1 671             | 88                | 3,16              | 89,6              | 2                 | 0                 | 7                 | 424               |                      | 1,98                 | 91,7                 | 2                    | 0                    |                      |                      |
| 2015-2016  | Timrå IK           | Allsvenskan   | 1                 | 59                | 3                 | 3,03              | 88                | 0                 | 0                 | -                 | -                 | -                    | -                    | -                    | -                    | -                    |                      |                      |
| 2015-2016  | IF Björklöven      | Allsvenskan   | 1                 | 65                | 3                 | 2,77              | 91,9              | 0                 | 0                 | -                 | -                 | -                    | -                    | -                    | -                    | -                    |                      |                      |
| 2016-2017  | Djurgården IF      | SHL           | 25                | 1 361             | 45                | 1,98              | 91,4              | 4                 | 0                 | 3                 | 182               |                      | 2,96                 | 88,3                 | 0                    | 0                    |                      |                      |
| 2017-2018  | Djurgården IF      | SHL           | 30                | 1 818             | 48                | 1,58              | 93,7              | 2                 | 0                 | 10                | 663               |                      | 2,62                 | 89,6                 | 0                    | 0                    |                      |                      |
| 2018-2019  | Djurgården IF      | SHL           | 39                | 2 318             | 72                | 1,86              | 92,9              | 3                 | 0                 | 18                | 1 004             |                      | 2,81                 | 89,8                 | 0                    | 0                    |                      |                      |
| 2019-2020  | Ak Bars Kazan      | KHL           | 36                | 1 990             | 70                | 2,11              | 91,3              | 3                 | 0                 | -                 | -                 | -                    | -                    | -                    | -                    | -                    |                      |                      |
| 2020-2021  | Ak Bars Kazan      | KHL           | 29                | 1 713             | 52                | 1,82              | 93,1              | 3                 | 2                 | 5                 | 249               |                      | 1,68                 | 93,8                 | 0                    | 0                    |                      |                      |
| 2021-2022  | CSKA Moscou        | KHL           | 21                | 1 267             | 50                | 2,37              | 90,2              | 4                 | 0                 | 1                 | 4                 |                      | 0                    | 0                    | 0                    | 0                    |                      |                      |
| 2022-2023  | CSKA Moscou        | KHL           | 37                | 2 166             | 83                | 2,3               | 91,2              | 1                 | 2                 | 25                | 1 472             |                      | 1,91                 | 93                   | 5                    | 0                    |                      |                      |
| 2023-2024  | CP Berne           | NL            | 40                | 2 355             | 100               | 2,55              | 91,3              | 1                 | 0                 | 5                 | 246               |                      | 3,89                 | 85,6                 | 0                    | 0                    |                      |                      |
| 2024-2025  | CP Berne           | NL            | Saison en cours ? | Saison en cours ? | Saison en cours ? | Saison en cours ? | Saison en cours ? | Saison en cours ? | Saison en cours ? | Saison en cours ? | Saison en cours ? | Saison en cours ?    | Saison en cours ?    | Saison en cours ?    | Saison en cours ?    | Saison en cours ?    |                      |                      |
| Totaux SHL | Totaux SHL         | Totaux SHL    | 151               | 8 569             | 319               | 2,23              | 91,7              | 11                | 0                 | 38                | 2 273             | 99                   | 2,61                 | 89,9                 | 2                    | 0                    |                      |                      |
| Totaux KHL | Totaux KHL         | Totaux KHL    | 123               | 7 136             | 255               | 2,14              | 91,5              | 11                | 4                 | 31                | 1 727             | 54                   | 1,88                 | 93,1                 | 5                    | 0                    |                      |                      |
| Totaux NL  | Totaux NL          | Totaux NL     | 40                | 2 355             | 100               | 2,55              | 91,3              | 1                 | 0                 | 5                 | 246               | 16                   | 3,89                 | 85,6                 | 0                    | 0                    |                      |                      |

#### Tournoi
| Saison    | Équipe        | Compétition         |   | PJ  | Min | BC   | Moy  | % Arr | Bl | Pun                         |  | Résultat |
| 2012      | Djurgården IF | Trophée Européen    | 4 | 242 | 14  | 3,47 | 87,3 | 0     | 0  | 8e place de la division Est |  |          |
| 2013      | Djurgården IF | Trophée Européen    | 4 | 295 | 15  | 3,05 | 90,7 | 0     | 0  | 3e place du groupe B        |  |          |
| 2016-2017 | Djurgården IF | Ligue des Champions | 2 | 116 | 1   | 0,52 | 98   | 1     | 0  | Premier tour                |  |          |
| 2018-2019 | Djurgården IF | Ligue des Champions | 3 | 180 | 7   | 2,33 | 91,8 | 0     | 0  | 3e place du groupe E        |  |          |

### En équipe nationale
| Année     | Équipe | Compétition          |   | PJ  | Min | BC   | Moy  | % Arr | Bl | Pun       |  | Résultat |
| 2018-2019 | Suède  | Euro Hockey Tour     | 3 | 182 | 9   | 3,3  | 87,5 | 0     | 0  | 3e place  |  |          |
| 2019-2020 | Suède  | Euro Hockey Tour     | 4 | 174 | 8   | 2,76 | 89,7 | 0     | 0  | 2e place  |  |          |
| 2020-2021 | Suède  | Euro Hockey Tour     | 3 | 117 | 7   | 3,59 | 75,9 | 0     | 0  | 3e place  |  |          |
| 2021      | Suède  | Championnat du monde | 5 | 299 | 7   | 1,4  | 94,6 | 1     | 0  | 9e place  |  |          |
| 2021-2022 | Suède  | Euro Hockey Tour     | 2 | 59  | 3   | 3,05 | 88,9 | 0     | 0  | 1re place |  |          |
| 2022      | Suède  | Jeux olympiques      | 0 | -   | -   | -    | -    | -     | -  | 4e place  |  |          |

## Trophées et honneurs personnels

### SHL
- Élu meilleur gardien lors de la saison 2017-2018.
- Gardien ayant obtenu le meilleur taux d'arrêt lors de la saison 2017-2018 (93,8).
- Gardien ayant obtenu la moyenne de buts alloués la plus faible lors de la saison 2017-2018 (1,57).
- Remporte le Trophée Honken, remis au meilleur gardien suédois de l'année en 2019
- Médaillé d'Argent lors de la saison 2018-2019.
- Nommé dans l'équipe d'étoiles lors de la saison 2018-2019.
- Arrêt de l'année lors de la saison 2018-2019.

### KHL
- Champion de la Coupe Gagarine 2022 et 2023 avec le CSKA Moscou.

### Équipe nationale
- Désigné comme étant un des 3 meilleurs joueurs de sa sélection nationale lors du Championnat du monde 2021.

## Transactions et contrats
- Le 7 avril 2012, il quitte Almtuna IS et s'engage avec le Djurgården IF, pour une durée de deux ans[10].
- Le 10 avril 2014, il s'engage avec le MODO Hockey pour une durée de deux ans.
- Le 2 janvier 2016, il est prêté au Timrå IK.
- Le 31 janvier 2016, il est prêté au IF Björklöven.
- Le 7 avril 2016, il signe un contrat d'un an avec le Djurgården IF.
- Le 18 décembre 2017, il prolonge pour deux ans au Djurgården IF.
- Le 24 mai 2019, il s'engage avec l'Ak Bars Kazan sur une duére d'un an[11].
- Le 3 avril 2020, il prolonge d'une année avec l'Ak Bars Kazan[12].
- Le 1er juin 2021, il rejoint le CSKA Moscou avec un contrat de deux ans[13].
- Le 25 mai 2023, il s'entend avec le CP Berne pour une durée de deux ans[14].